# Machimus blascoi
Machimus blascoi är en tvåvingeart som beskrevs av Weinberg och Bachli 2001. Machimus blascoi ingår i släktet Machimus och familjen rovflugor.
Artens utbredningsområde är Spanien. Inga underarter finns listade i Catalogue of Life.